# Honnelles
Honnelles ist eine in der Provinz Hennegau im wallonischen Teil Belgiens gelegene Gemeinde, die unmittelbar an der französischen Grenze liegt.
Sie besteht aus den Ortschaften Angre, Angreau, Athis, Autreppe, Erquennes, Fayt-le-Franc, Marchipont, Montignies-sur-Roc, Onnezies und Roisin.

## Lage
Honnelles liegt 18 km südwestlich von Mons, 16 km östlich der französischen Stadt Valenciennes, 50 km westlich von Charleroi und 72 km südwestlich von Brüssel (alle Angaben gemessen in direkter Luftlinie bis zu den jeweiligen Stadtzentren).
Das Gemeindegebiet wird von den Flüssen Hogneau, der hier Grande Honnelle genannt wird, sowie seinem Zufluss Petite Honnelle durchquert.